# KK Bosna
Košarkaški klub Bosna, od roku 2022 nesoucí sponzorský název KK Bosna Meridianbet, je mužský basketbalový klub z hlavního města Bosny a Hercegoviny Sarajeva. Založen byl roku 1951. Je součástí univerzitní sportovní jednoty USD Bosna (Univerzitetsko sportsko društvo Bosna), odtud také jedna z přezdívek klubu, "Studenti". K jeho největším úspěchům patří vítězství v nejprestižnější evropské klubové soutěži Eurolize (tehdy Pohár mistrů) v sezóně 1978–79. V ročníku 1977–78 hrál finále Koračova poháru, tehdy třetí nejdůležitější klubové soutěže Evropy. Třikrát se stal mistrem Jugoslávie (1977–78, 1979–80, 1982–83), dvakrát získal jugoslávský pohár (1977–78, 1983–84), je čtyřnásobným mistrem Bosny (1998–99, 2004–05, 2005–06, 2007–08) a trojnásobným vítězem bosenského poháru (2004–05, 2008–09, 2009–10). V letech 2014–2022 nesl sponzorský název KK Bosna Royal. Ke slavným hráčům, kteří oblékali dres klubu, patří Mirza Delibašić (1972–1980) nebo Ratko Radovanović (1977–1983). Své domácí zápasy klub hraje v hale Dvorana Mirza Delibašić pro 6500 diváků, větší mezinárodní zápasy eventuálně v Olympijské hale Juana Antonia Samaranche (dříve hala Zetra), s kapacitou 12 000 diváků. Klubovými barvami jsou rudá, bílá a žlutá, dres je v základní sadě rudý.